# A texasi láncfűrészes mészárlás: A kezdet
A texasi láncfűrészes mészárlás: A kezdet (eredeti cím: The Texas Chainsaw Massacre: The Beginning) egy 2006-os amerikai horrorfilm, amely a 2003-ban készült A texasi láncfűrészes című film folytatása. Ez a hatodik része a sorozatnak. A rendező Jonathan Liebesman, és a társprodukciósok Kim Henkel és Tobe Hooper (akik az eredeti 1974-es filmnek is).
Észak-Amerikában 2006. október 6-án jelent meg.
A főszereplők: Jordana Brewster, Diora Baird, Matthew Bomer, Taylor Handley és R. Lee Ermey.

## Történet
1939. augusztus 28-án egy húsfeldolgozó üzemben egy nő szülés közben életét veszti. A nő főnöke a megszületett babát, annak kinézete miatt kidobja a szeméttelepre, ahol egy fiatal nő, Luda Mae Hewitt talál rá a kukában, miközben ételt keres. A csecsemőt Thomasnak nevezik el, és saját fiaként neveli fel őt a Hewitt család.
Harminc évvel később Thomas (ismert nevén Bőrpofa) ugyanabban a vágóhídi üzemben dolgozik, ahol édesanyja meghalt, és a főnök is ugyanaz, mint aki kidobta őt a kukába. Annak ellenére, hogy az üzem bezár egészségügyi ellenőrzés miatt, Thomas nem hajlandó elhagyni a helyet. A főnök megkéri az egyik alkalmazottat, hogy küldje el, míg ő sertéseket darabol. Később még aznap a Thomas visszatér az üzembe, ahol dühében brutálisan agyonüti kalapáccsal a főnököt. Mielőtt elhagyná a helyet, a Bőrpofa talál egy láncfűrészt magának. Luda Mae fia, Charlie Hewitt megtudja Hoyt serifftől, hogy Bőrpofa megölt egy embert, majd elkíséri a seriffet, hogy letartóztassák. Amikor megtalálják Bőrpofát, Charlie megöli a seriffet, és felveszi a személyazonosságát. Charlie és Bőrpofa hazaviszik a seriff testét, és felvágják a húsát. Charlie garantálja a család többi tagjának, hogy nem fognak újra éhezni. Nem hagyják el, ezt a szegénység sújtotta várost, mert „jó emberek lakják, és itt a seriff”. Két testvér, Eric és Dean vezetnek szerte az országba a barátnőjükkel, Chrissieel és Baileyvel, mert a két srác megkapta a behívóját a vietnámi háborúba. Megállnak egy helyi étkezőnél, ahol találkoznak egy csapat motorossal. A kamaszok távoznak, majd követi őket egy Alex nevű női motoros. Dean úgy dönt, hogy nem megy Vietnámba, és elégeti a tervezett belépőkártyát, mielőtt még Alex vadászpuskával felhívja a figyelmüket, hogy húzódjanak le. Üldözés veszi kezdetét, majd az autó egyenesen egy szarvasmarhába ütközik, melytől a kocsi felborul, Chrissie szem elől tévesztve a füves pusztán landol. Hoyt seriff hamarosan megérkezik a helyszínre, és váratlanul lelövi Alexet. Miután megtalálja a félig elégetett kártyát a földön, megkérdezi, hogy kihez tartozik. Hogy megmentse Deant, Eric azt állítja, hogy ő Dean. Utána Alex testét beteszik a kocsijába, és Hoyt arra kényszeríti a kamaszokat, hogy üljenek a hátsó ülésre, majd Monty bácsi elvontatja a roncsokat. Monty később megérkezik, és az autóját leállítja, amely alá Chrissie elrejtőzik, miközben Hoyt, Hewitt házához viszi barátait Bőrpofának. Ericet és Deant a karjuknál fogva fellógatja az istállóban lévő gerendákra, Baileyt pedig a házban lévő konyhaasztalhoz kötözi szorosan. Amikor Monty  besétál a házba, Chrissie messziről látja, hogy a barátai meg vannak kötözve. Visszafut az autóútra, hogy segítséget kérjen, majd meglátja az egyik étteremnél lévő motorost közeledni és lestoppolja. Elmondja neki, hogy elvitték a barátait Alexszel (barátnője) együtt a Hewitt-házhoz. Ezzel egy időben Hewittéknél Hoyt celofánnal tekeri körbe Eric arcát, arra készülve, hogy megfojtsa, mert megpróbált kiszabadulni. Dean könyörög neki, hogy hagyja abba, és végül bevallja, hogy övé volt az elégetett kártya. Hoyt engedi levegőhöz jutni Ericet, és eloldozza Deant. Megígéri neki, hogy szabadon engedi, ha meg tud csinálni tíz fekvőtámaszt. Ahogy csinálja, Hoyt veri őt folyamatosan gumibottal. Dean végül megcsinálja, de cselekvőképtelen. Amikor Hoyt elhagyja a terepet, Eric kiszabadítja magát, és felsegíti Deant, majd elviszi őt biztonságba, míg ő besettenkedik a házba, hogy kiszabadítsa Baileyt. Azonban, amikor menekülnek, Hoyt a puskájával kijön, és Eric az útjába áll, míg Dean menekül. Dean belelép egy medvecsapdába, és Hoyt kiüti Ericet. A kiszabadított Bailey elviszi Monty teherautóját és végighalad az úton, de Bőrpofa egy húshorgot akaszt a vállába, kirántva a lányt a kocsiból, utána pedig hazahúzza. Bőrpofa leviszi Ericet a pincébe, ahol meglátja Alex testét lógni a mennyezetről. Bőrpofa lekötözi Ericet vaspánttal az asztalhoz, és vizsgálgatja az arcának formáját, miközben Eric könyörög az életéért. Holden és Chrissie megérkeznek a házhoz, végül Holden térden lövi Monty bácsit, majd Hoytot túszul ejti. Amikor Bőrpofa eltávolítja Eric karjairól a bőrt, Chrissie hallja Eric üvöltözését, és elvezeti őt az alagsor ajtajához. Hoyt Bőrpofa segítségét kéri, ekkor Chrissie észrevétlenül belép a pincébe. Hoyt megmutatja Holdennek Baileyt, aki az ágyhoz van kötözve, de nem az a lány, akit keres. Ahogy Holden készül lelőni Hoytot, megérkezik Bőrpofa és láncfűrésszel megöli a férfit. Chrissie megtalálja Ericet és megpróbálja kiszabadítani, de nem tudja fellazítani a szorításokat, ezért sietve elrejtőzik az asztal alá, mikor Bőrpofa visszatér. Bőrpofa megvizsgálja Eric arcát újra, és megöli őt a láncfűrésszel. Ezután leszedi a bőrt az arcáról, és felteszi magának, mint egy maszkot. Hoyt felhívja Bőrpofát az emeletre, és azt mondja neki, hogy vágja le Monty lábait, mert a golyót nem lehet eltávolítani. Később Chrissie megtalálja és megpróbálja kiszabadítani Baileyt. Ahogy, Chrissie kiszabadítja a barátnőjét, Hoyt és Bőrpofa elkapja őket, és leviszik őket a földszintre vacsorázni. Ott Dean ül eszméletlenül, majd Bőrpofa elvágja Bailey torkát egy ollóval, utána elmondják, hogy az összes fogát kiszedték. Bőrpofa megragadja Chrissie-t és próbál végezni vele a pincében, de a lánynak sikerül menet közben hátba szúrnia egy csavarhúzóval, és kiugrania az ablakon, azonban Bőrpofa a nyomában van.
Dean magához tér, és megtámadja Hoytot – a verandához csapkodja a fejét, amiért megölte a barátnőjét. Közben Chrissie a vágóhídra menekül. Miután észreveszi Bőrpofát, megragad egy kést és megbújik az egyik sertésvérrel teli tartályban. Hirtelen Bőrpofa arcába vágja a kést, de mielőtt elmenekülne onnan, megragadja és a földhöz vágja. Amikor már majdnem megöli őt, megérkezik Dean és megmenti, de a fiút viszont felnyársalja a láncfűrésszel. Chrissie a maga módján elhajt egy közeli autóval. Az úton meglát egy állami rendőrt az út szélén igazoltatni egy utast, majd hirtelen megjelenik a hátsó ülésen Bőrpofa. A láncfűrésszel megöli őt, majd az autó felgyorsul és belehajt mindkét emberbe, ezzel megölve őket. Bőrpofa kiszáll az autóból, és visszasétál a Hewitt-házhoz.

## Szereplők
| Színész           | Szerep                           | Magyar hang        |
| ----------------- | -------------------------------- | ------------------ |
| Jordana Brewster  | Chrissie                         | Bogdányi Titanilla |
| Taylor Handley    | Dean Hill                        | Borbíró András     |
| Matthew Bomer     | Eric Hill                        | Zámbori Soma       |
| Diora Baird       | Bailey                           | Csondor Kata       |
| R. Lee Ermey      | Charlie Hewitt Jr. / Hoyt seriff | Bezerédi Zoltán    |
| Andrew Bryniarski | Thomas Hewitt / Bőrpofa          | nem szólal meg     |
| Terrence Evans    | Monty Hewitt (Monty bácsi)       | Kun Vilmos         |
| Marietta Marich   | Luda Mae Hewitt                  | Szabó Éva          |
| Kathy Lamkin      | Teázó hölgy Hewitt               | Némedi Mari        |
| Lee Tergesen      | Holden                           | Király Attila      |